# Kwasi Okyere Wriedt
Kwasi Okyere Wriedt (Hamburg, 10 juli 1994) is een Ghanees voetballer die als spits speelt. Hij speelde onder andere voor VfL Osnabrück, FC Bayern München en Willem II.

## Clubcarrière
Wriedt speelde bij verschillende clubs in Duitsland, voor hij in 2017 verkaste naar Bayern München, waar hij vooral in het tweede elftal speelde. Daar scoorde hij in het seizoen 2018/19 maar liefst 24 keer in 34 wedstrijden.
Op 25 november 2018 maakte Wriedt zijn debuut in de Bundesliga. Hij viel in de met 3–1 verloren uitwedstrijd tegen Borussia Mönchengladbach in de 68e minuut in voor Sebastian Rudy.
In 2020 vertrok hij naar Willem II, uitkomend in de Eredivisie. In januari 2022 vertrok hij uit Tilburg en keerde terug naar Duitsland om uit te komen voor Holstein Kiel dat hem in het seizoen 2023/2024 verhuurde aan zijn oude club VfL Osnabrück.

## Interlandcarrière
Wriedt maakte op 30 mei 2018 zijn debuut voor het Ghanase nationale voetbalteam, in de wedstrijd tegen Japan. Hij viel in de 82e minuut in voor Emmanuel Boateng.

## Erelijst
Bayern München
- DFL-Supercup: 2017, 2018
- Bundesliga: 2017/18, 2018/19, 2019/20
- DFB-Pokal: 2018/19

 Bayern München II
- 3. Liga: 2019/20
- Regionalliga Bayern: 2018/19

Individueel
- 3. Liga Speler van het Seizoen: 2019/20
- 3. Liga Topscorer: 2019/20

1 Neuer  ·
2 Upamecano ·
3 Kim ·
6 Kimmich ·
7 Gnabry ·
8 Goretzka ·
9 Kane ·
10 Sané ·
11 Coman ·
15 Dier ·
16 Palhinha ·
17 Olise ·
18 Peretz ·
19 Davies ·
21 Ito ·
22 Guerreiro ·
23 Boey ·
24 Vidović ·
25 Müller ·
26 Ulreich ·
27 Laimer ·
28 Buchmann ·
40 Urbig ·
42 Musiala ·
44 Stanišić ·
45 Pavlović ·
Coach: Kompany
· Assistent-coach: Danks